# Chiesa dei Santi Vincenzo e Anastasio (Ascoli Piceno)
La Chiesa dei Santi Vincenzo e Anastasio è un luogo di culto cattolico della città di Ascoli Piceno.
Si affaccia con il suo prospetto principale su un lato della Piazza Ventidio Basso, fulcro delle attività commerciali durante tutto il Medioevo. Costruita seguendo i canoni dell'architettura delle chiese romaniche locali è stata, successivamente, connotata da caratteristiche gotiche nel XIV secolo. È nota per essere annoverata tra le costruzioni religiose più antiche ed artisticamente significative della città e di «grande importanza per l'archeologia cristiana». È dedicata ai santi Vincenzo di Saragozza ed Anastasio il Persiano ed appartiene alla competenza territoriale della parrocchia della chiesa di San Pietro Martire.
Le sue linee architettoniche la distinguono da ogni altro edificio sacro ascolano. Per la caratteristica decorazione a riquadri della facciata è accomunata nello stile al duomo di Assisi, alla chiesa di San Pietro di Spoleto ed a quella di Santa Giusta fuori le mura di Bazzano.
Compare classificata nell'elenco dei monumenti nazionali d'Italia dall'anno 1902.

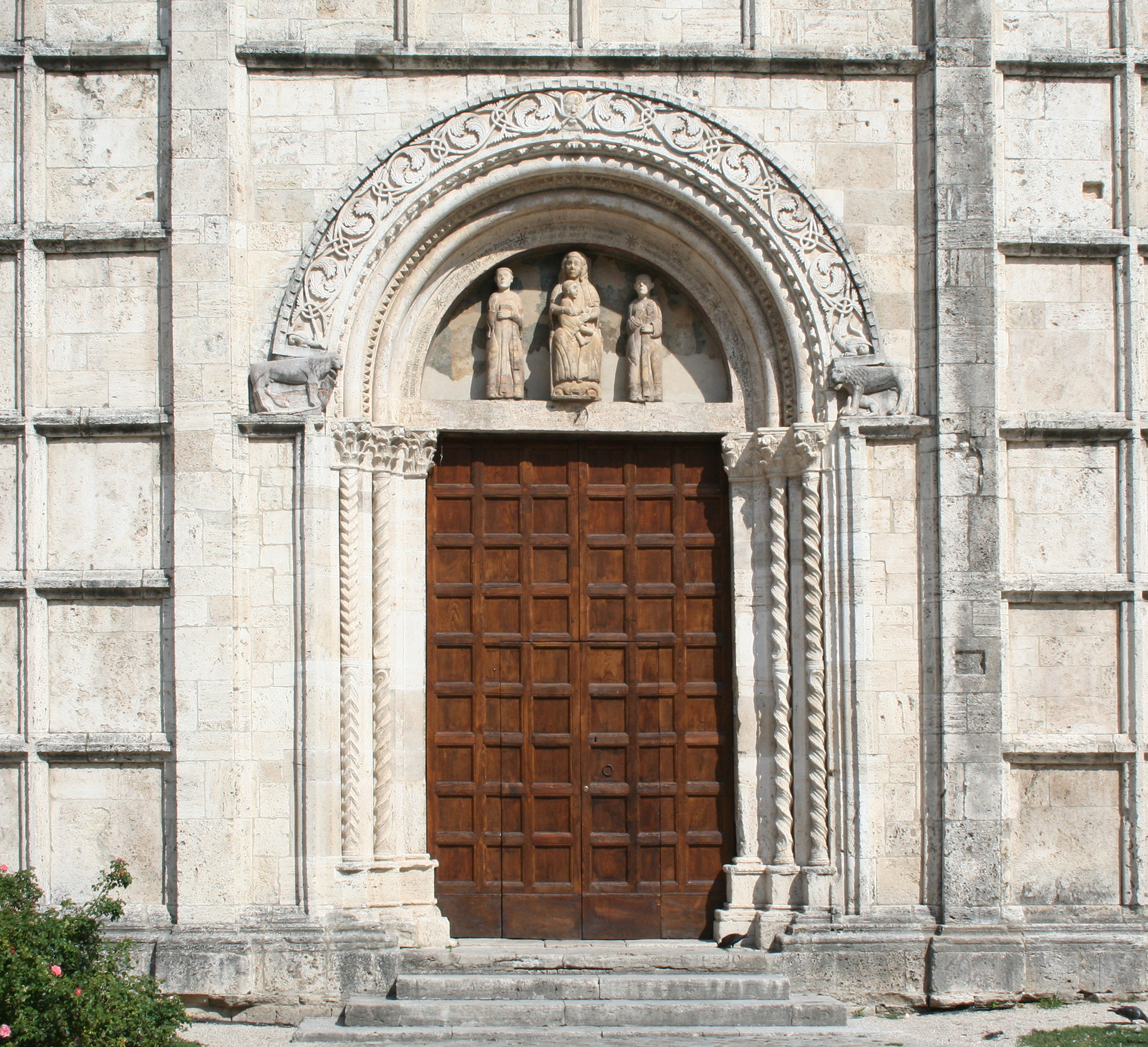
Il portale maggiore.

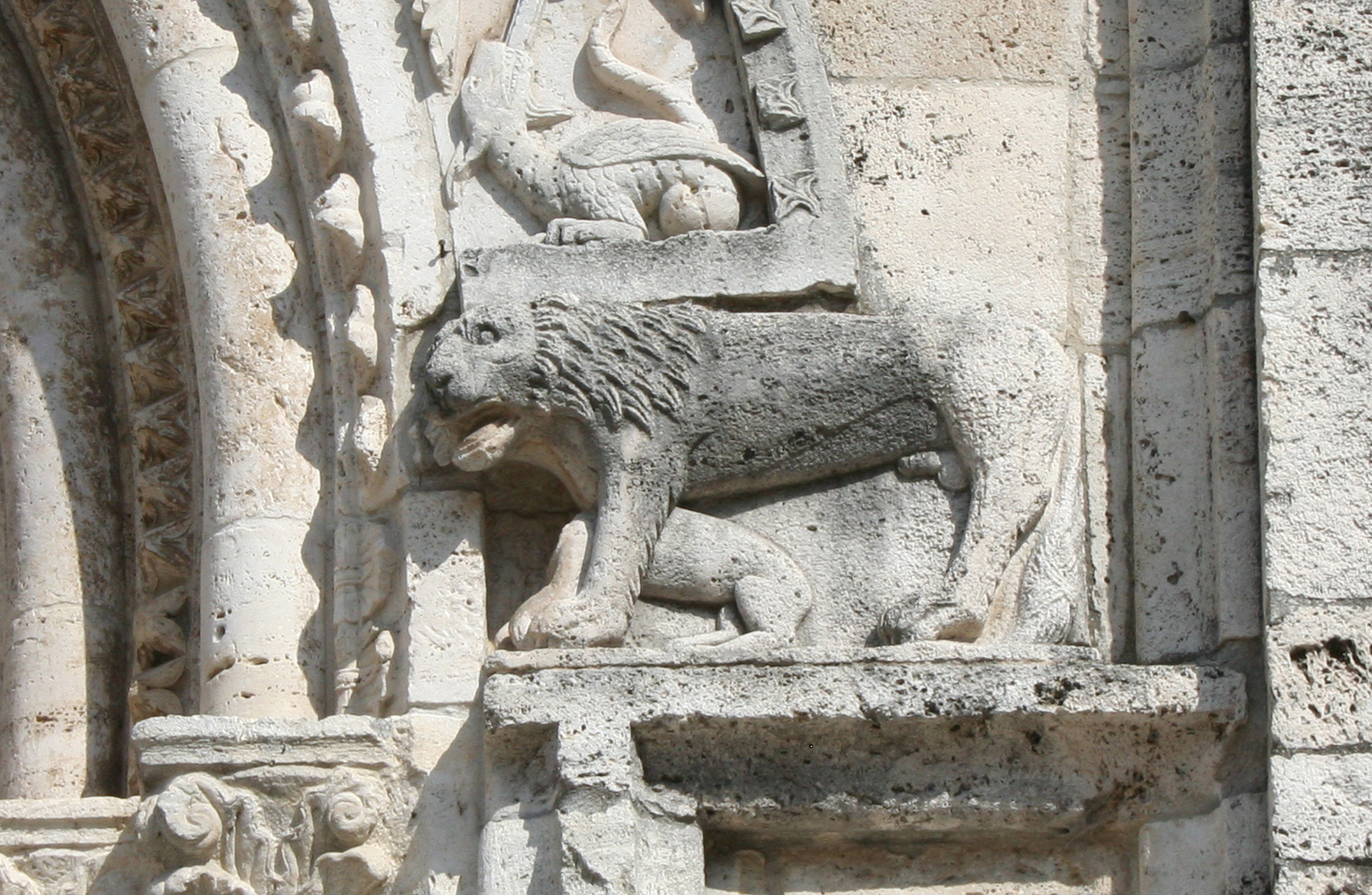
Leoncino scolpito a destra della base dell'imposta dell'arco.

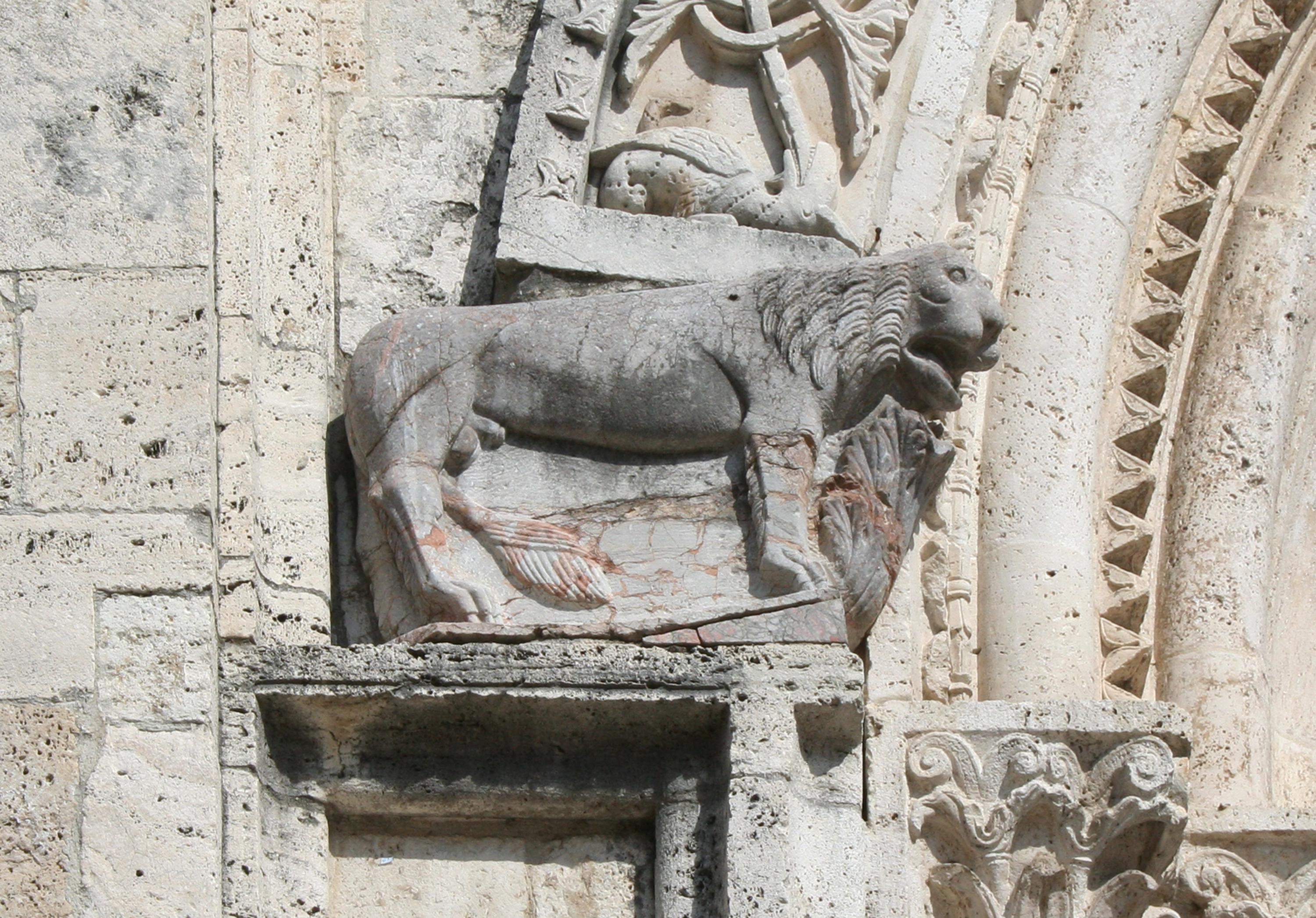
Leoncino scolpito a sinistra della base dell'imposta dell'arco.

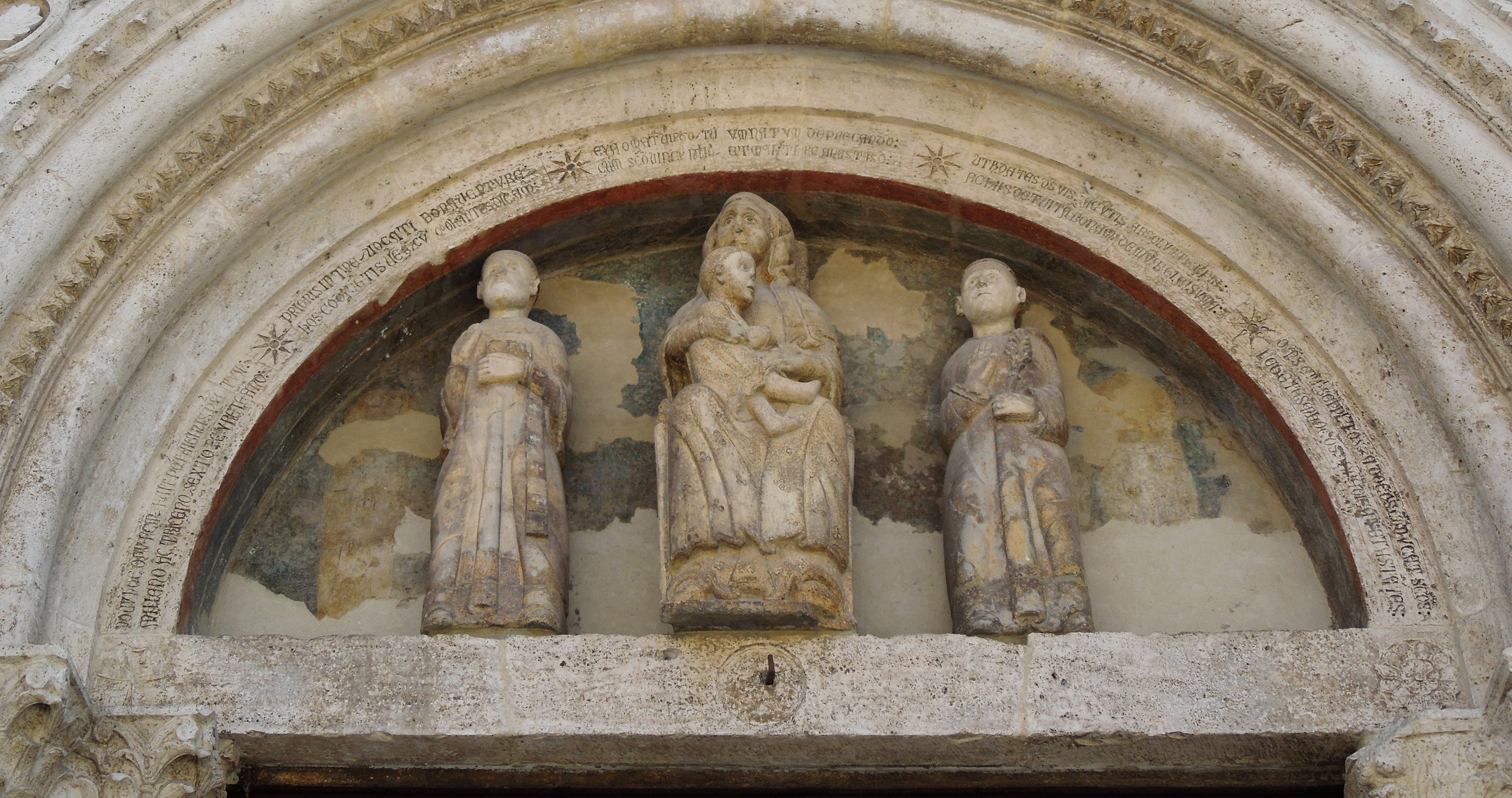
Lunetta del portale che reca l'epigrafe più antica.

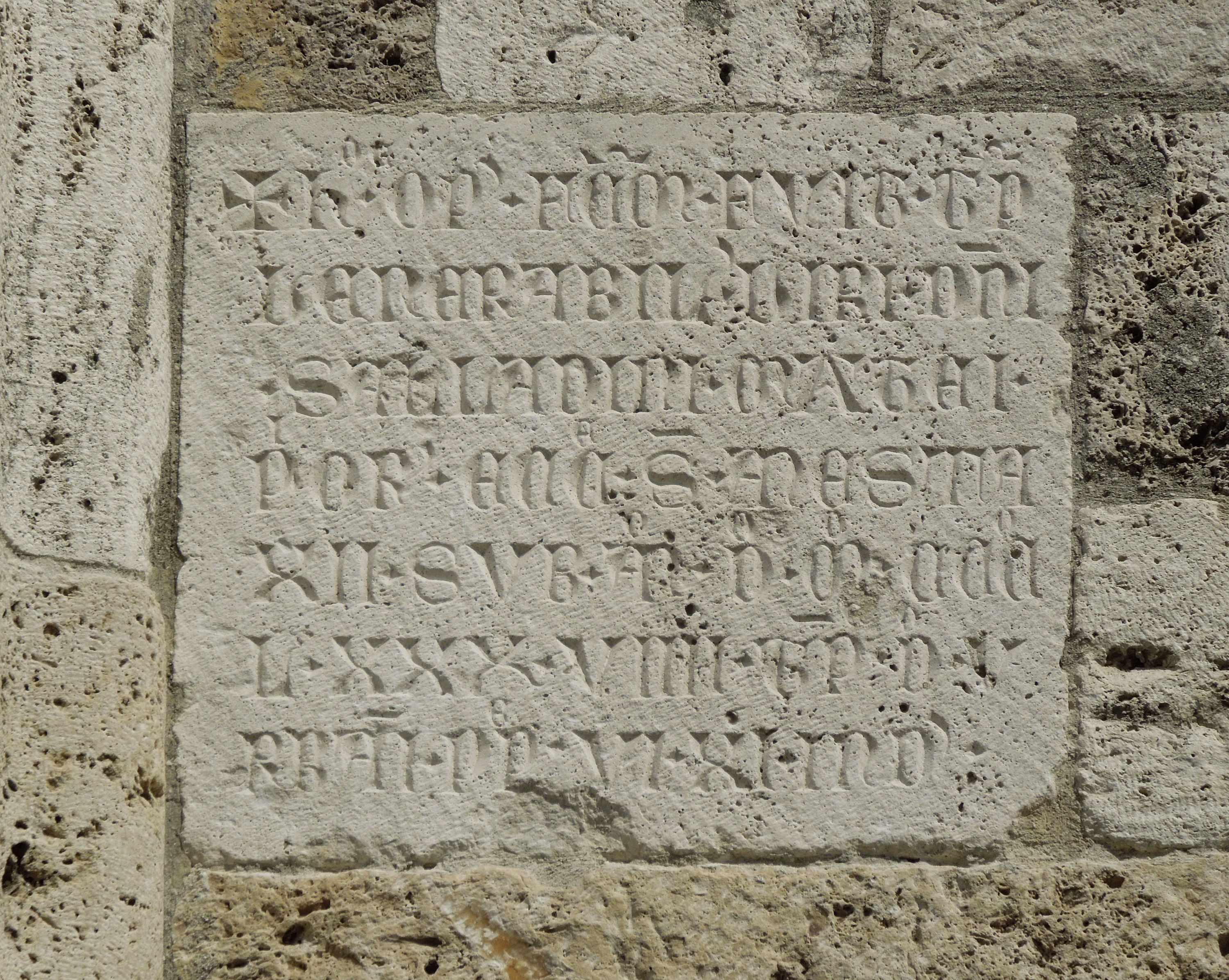
Supporto lapideo con l'incisione dell'epigrafe datata 1389.

## Storia
Il silenzio delle fonti documentali non consente di individuare ed indicare una precisa data di costruzione e, come ricorda Antonio Salvi, s'ignorano «quasi totalmente le vicende storiche ed artistiche più antiche».

La chiesa, nella sua forma attuale, risulta essere l'esito di opere, restauri ed elaborazioni architettoniche sviluppate ed aggiunte durante il corso di almeno seicento anni e concluse nell'anno 1389.

Alcuni studiosi riconoscono la nascita della fabbrica sulla preesistente presenza di un basso oratorio, semi-sotterraneo, risalente al IV-VI secolo, costruito dai cristiani come luogo di culto per l'amministrazione del battesimo. Cesare Mariotti la descrive «sorta molto umilmente» «nel IX secolo» ed Enrico Cesari ipotizza che potrebbe trattarsi «forse anche dell'VIII». A quel periodo risalgono le modifiche apportate alla cripta cui si volle sovrapporre una piccola e «modesta chiesetta». In seguito furono aggiunti: l'abside, la torre campanaria, il portale con il gruppo scultoreo e le navate laterali.

Nelle sue Memorie Ascolane, Niccolò Marcucci scrive che nel corso del XIII secolo, nell'anno 1275, «la chiesa parrocchiale di Sant'Anastasio fosse Collegiata e che offiziavano per Priore D. Nicola di Nicola con altri sacerdoti cioè D. Bonaventura di Tomaso, D. Pietro di Gualtiero di Ugone, D. Matteo di Angelo. ecc., e vi serviva per chierico Cabalisco di Giovanni.»
Nell'anno 1288, «Bonaventura magistri Thome clerico» con «Nicolao Nicole priore» della chiesa dei Santi Vincenzo e Anastasio è menzionato in qualità di partecipante all'atto di inventario dei beni «Iorgutii (Georgutii) Simonicti de Monte Passillo».
Il canonico Pietro Capponi, mentre delinea la figura di Bernardo I, secondo Vescovo-conte di Ascoli, nominato da papa Benedetto IX nel 1036, riferisce che «nello stesso anno venne ingrandita la chiesa dei SS. Vincenzo ed Anastasio in città, e vi fu fatta la facciata come rilevasi dall'iscrizione che si legge intorno al timpano della porta in caratteri gotici.»
Antonio De Santis la annovera tra le 15 parrocchie registrate nella rassegna del catasto ascolano del XIV secolo. Nelle carte è citata con la denominazione di «Ecclesia S. Anastaxi». Al tempo aveva in annessione la chiesa parrocchiale indicata con il nome di «Santa Maria di Poggio da Capo». Sebbene quest'ultima chiesa nei documenti fosse nominata come «Sanctae Mariae de Podio Brietae» ossia «Santa Maria di Poggio di Bretta», l'autore dimostra che non può trattarsi del paese di Poggio di Bretta perché la parrocchiale è dedicata San Giovanni Battista, mentre quella di Poggio da Capo è intitolata all'Assunta. Quest'ultimo storico ritiene che la chiesa dei Santi Vincenzo e Anastasio sia stata eretta sulla precedente costruzione di un tempio pagano.  In seguito la chiesa conobbe un periodo di «decadenza» ed «abbandono» e la cripta, nata come oratorio, divenne una fossa per le sepolture.
Sebastiano Andreantonelli, vissuto tra il XVI ed il XVII secolo, nel Liber Vnicus Asculanae Ecclesiae o Libro V della Storia di Ascoli, la nomina con l'intitolazione ai santi Anastasio e Silvestro. L'attribuzione a san Silvestro, assegnata da questo storico, potrebbe rappresentare il riferimento al santo cui è dedicata la cripta ipogea. La classifica come la terza chiesa ascolana, custode di molte reliquie, antica Collegiata condotta da un priore e due chiericati, in cui vi era una confraternita della Disciplina di Nostro Signore Gesù Cristo.
Nell'anno 1576,  come ricorda Giuseppe Fabiani, le pareti della chiesa non erano intonacate. Venanzo Perfetti di Camerino, priore della chiesa, incariò il maestro Giovanni Angelo di Marco di Bonera per eseguire un lavoro di rivestimento d'intonaco sulle mura pattuendo un «compenso di 4 bolognini e mezzo per ogni passo». Il lavoro del maestro consisteva nel «diligentem scalcinare, implastare seu intondicare ed deinde dealbare ac dare pezzam post intondicationem factam». Fabiani si sofferma sull'atto dello scalcinare e considera che questo intervento potrebbe aver cancellato e rimosso gli affreschi parietali allora presenti.
Dal 1856 fu dimenticata e chiusa al culto a causa delle precarie condizioni statiche in cui versava. Nel 1897 l'Ufficio regionale per la Conservazione dei monumenti, diretto dall'architetto Giuseppe Sacconi, ritenne di disporre l'intervento di urgenti opere risarcitorie per evitare l'intera rovina del fabbricato. La direzione dei lavori fu affidata all'ingegnere ascolano Enrico Cesari che seguì la reintegrazione del tetto, la demolizione dei soffitti diroccati, la rimozione delle ossa dei defunti che occupavano la cripta ed, infine, la captazione dell'acqua sorgiva che provocava l'allagamento degli ambienti sotterranei.
La scarsità documentale pervenuta sulla storia della chiesa rende possibile la sola ricostruzione temporale degli eventi legati allo studio di due epigrafi.

### Epigrafia

#### L'iscrizione più antica
Il testo dell'epigrafe più antica si trova inciso nell'archivolto della lunetta del portale principale e corre su due fasce parallele, racchiuse da tre linee concentriche. I segni grafici mostrano i caratteri dell'alfabeto gotico, prevalentemente maiuscolo e connotato da numerosi tratti ornamentali.
Le lettere si sviluppano in altezze comprese tra 2,5 e 4 cm. Le 5 strofe del componimento sono intervallate da 4 stelle ad otto punte, iscritte in riquadri di cm 11,5 x 10,5 che scandiscono il testo a distanza variabile, ma simmetrica. L'impostazione della grafia mostra delle irregolarità e, seppur lavorata nella stessa bottega, è probabilmente stata incisa da mani diverse, forse cinque, una per ogni strofa.

Il contenuto dell'iscrizione riferisce della realizzazione di un «novum opus», ossia: una «nuova opera», voluta dal priore Bonaventura, continua con un'invocazione alla Vergine ed ai santi Vincenzo ed Anastasio e si conclude con una preghiera.
Dalla lettura si apprende che l'autore dell'intervento del «novum opus» fu il priore Bonaventura del quale «non è stato possibile reperire altre notizie, per cui l'epigrafe, al momento attuale, resta l'unica fonte sul personaggio e la sua opera»

Il testo:
Milleno ac triceno sexto percurrente anno

Prioris in tempore vocati Bonaventure

Hos condidentis ve s (sic) cumqo orantes dicamus

Eya o mat Virgo tuum Natum deprecando

Cum Sco Vincentio et Martire Anastasio

Ut hi dantes de suis ac vestris absolvat culpis

Q cum hiis det vitam bonam demumque gloriam suam

Omnes et hic sepultos ad deos conducat scos

Legenterque hoc oms benedicat et astantes.»
L'anno di datazione, riportato in questa iscrizione, è stato interpretato in modo diverso dagli studiosi perché nella traduzione in lingua italiana della strofa: «Milleno ac triceno sexto percurrente anno» alcuni riconoscono nel lemma «triceno» il significato di trenta mentre Antonio Salvi scrive che questa versione, adottata da molti autori,  «correttamente dovrebbe indicare 1036», ma adduce che durante il periodo medievale fosse piuttosto frequente lo scambio delle lettere «i» ed «e» nella scrittura. Da questa osservazione conclude che «triceno» sia un da considerare come un'«incongruenza» grammaticale e debba essere letto come «treceno» che significa trecento. Aggiunge, inoltre, che questo anno di datazione sembra più consono all'analisi delle forme grafiche presenti nei caratteri, ai segni abbreviativi introdotti nel componimento, alla forma in cui sono scritte alcune parole ed allo stile architettonico del sacro edificio.
Nel testo si legge:

#### L'iscrizione del 1389
La seconda epigrafe in ordine di tempo, datata 1389, è incisa in latino su un blocco di travertino visibile nel tessuto murario esterno della navata destra, messo in opera sul lato sinistro del portale del fianco meridionale. Il supporto lapideo ha una forma quadrata, misura 43×43 cm, e presenta una scheggiatura nel lato inferiore che non compromette l'integrale lettura del testo scalpellato con l'uso dell'alfabeto gotico maiuscolo con sviluppo verticale delle lettere, che misurano circa 3,5 cm.
Riferisce che nella chiesa è stato eseguito un nuovo intervento architettonico e che a quel tempo era priore Saladino di Matteo. Il nome di quest'ultimo compare il 15 settembre 1395 negli atti dell'Archivio notarile del Comune di Ascoli Piceno conservati presso l'archivio di Stato. Fu il rappresentante di «Nactarella, moglie di Petrus Thomassutii ser Leonardi alias Ferri, il quale in una precedente disposizione testamentaria del 1388 le aveva lasciato parte dell'eredità.»
Le parole dell'iscrizione:
Antonio Salvi rileva che potrebbe esserci un errore tra l'anno e l'Indizione riportata nel testo. Osserva che nel 1389 correva la XII Indizione e non l'XI, ma si può supporre che il computo sia stato calcolato con sistemi cronologici diversi. L'anno è stato scritto seguendo la datazione romana, mentre il numero dell'indizione potrebbe essere stato individuato con lo stile fiorentino ab incarnatione (25 marzo). Se così fosse il lavoro annunciato in questa epigrafe sarebbe stato concluso entro il 25 marzo del 1389.

## Architettura
L'intera consistenza dell'odierno fabbricato religioso si compone della chiesa, della cripta di San Silvestro e del campanile.
Una rappresentazione della struttura originaria della chiesa, così come appariva probabilmente nell'XI secolo, è visibile nel dipinto ad olio su carta eseguito da Giulio Gabrielli. La pittura misura 15 cm in altezza e 9 cm in larghezza, è conservata ed esposta presso la Pinacoteca civica ascolana che ha sede in Piazza Arringo.

### Cronistoria delle vicende architettoniche dell'edificio elaborate da Enrico Cesari
La ricostruzione delle vicende architettoniche di questa chiesa trova descrizione nelle parole di Enrico Cesari che illustra e sintetizza le osservazioni che ha rilevato, sul finire del XIX secolo, quando ricoprì l'incarico di curatore e di direttore dei lavori di restauro del fabbricato religioso. Gli interventi volti a rimuovere le cause che compromettevano la stabilità della fabbrica con il conseguente reintegro degli elementi deteriorati, avvenuti nell'anno 1856, compresa la rimozione degli intonaci, consentirono alla muratura di tornare all'aspetto originario e mostrare i particolari delle attività edilizie introdotte al fine di rendere la chiesa più ampia. Dall'esame condotto, Cesari desume e racconta i modi ed i tempi con i quali l'attuale edificio è stato progressivamente modificato ed ampliato.
- IV secolo -  A questo periodo risale la costruzione dell'attuale cripta, allora oratorio, che accoglieva le prime comunità religiose cristiane di Ascoli in un luogo stabile per il culto ed idoneo anche all'amministrazione del battesimo.
- XI secolo -  Epoca a cui è ascrivibile la struttura di una «chiesetta rettangolare di m. 18,50×5,60 corrispondente alla navata centrale per circa tre quarti della sua lunghezza»[20] edificata sovrapposta allo spazio ipogeo dell'oratorio. Lo stesso spazio indicato da Giambattista Carducci come la parte più antica e «forse anteriore al IX secolo».[42] L'«abside poligonale fu opera aggiunta e per conseguenza posteriore, mentre la torre sorse completamente distinta ed all'esterno della chiesa all'angolo sud-ovest di essa, impostata su 4 pilastri.»[42] come quella della chiesa ascolana dedicata a San Giacomo Apostolo.
- XI secolo-XIV secolo - Alla piccola facciata venne aggiunto il portale maggiore, allora costituito dalla lunetta e dal gruppo scultoreo.[42]  Non risultano altre opere di cui si possa vedere traccia dopo l'anno 1036 fino alla «completa rifattura, che la portò alle attuali condizioni e che ebbe probabilmente termine nel 1389», ossia nel XIV secolo.[43]

### L'interno
L'interno della chiesa, coperto da capriate, si mostra connotato di un'austera essenzialità. Lo spazio è scandito da tre navate suddivise da due file di pilastri che danno vita ad archi a tutto sesto poggianti su colonne a base quadrangolare. In fondo alla navata centrale, più alta delle laterali ed illuminata da bifore, si apre la zona presbiteriale, semicircolare all'interno e poligonale all'esterno, rialzata di qualche gradino rispetto al piano di calpestio della chiesa. È preceduta da un grande arco a tutto sesto.

La trasformazione dell'allargamento dell'aula liturgica primitiva, consistente in una sola navata, viene ricostruita e collocata dagli autori in tempi diversi.

Cesare Mariotti scrive che l'aula più antica era costituita da una sola navata con un minor sviluppo longitudinale ed una «piccola tribuna poligonale», «ma più tardi essa fu notevolmente ampliata essendole state aggiunte le navate laterali a cui nel 1389 venne addossata l'attuale e bella facciata».

Enrico Cesari ricorda che l'antica chiesetta era stata allungata per accorpare la torre campanaria e racchiuderla in un nuovo perimetro che si allargò con l'edificazione di due nuovi muri costruiti «uno a sud, tangente alla torre, e l'altro a simmetrico dalla parte opposta» che «recinsero due nuovi spazi destinati a navate laterali».
I muri longitudinali della pianta rettangolare della vecchia chiesetta, racchiusi all'interno del nuovo perimetro, «vennero aperti dagli archi in breccia» e divennero gli archi della navata centrale. L'ampliamento così descritto determinò una nuova volumetria dello spazio interno dell'edificio che passò ad avere una consistenza di tre navate e le misure della pianta passarono da m. 18,50×5,60 a m. 24,10×14,90.

Altri autori ricompongono le fasi dell'allargamento della chiesa in due momenti. Antonio Salvi attribuisce al priore Bonaventura, nell'anno 1306, la realizzazione del «novum opus» citato nell'epigrafe più antica e dice che «dovrebbe consistere in sostanza nella sistemazione della navata di sinistra, nell’allungamento del corpo centrale della chiesa e nell’elevazione della facciata con il motivo a riquadri.» In seguito, nel 1389, al tempo della seconda epigrafe che cita il priore Saladino di Matteo, attribuisce «un altro intervento di carattere architettonico, vale a dire l'elevazione della parete di destra della chiesa»

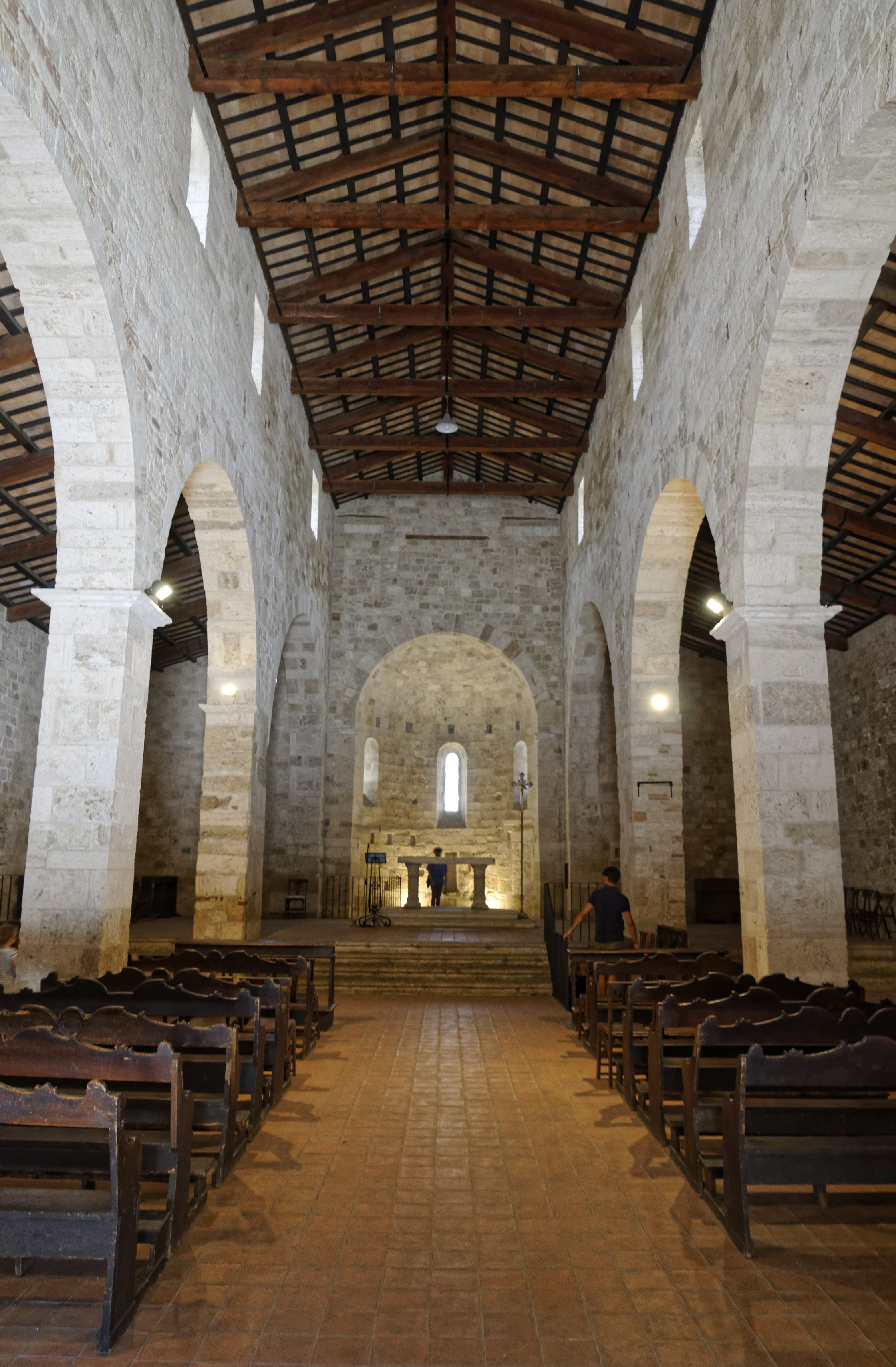
L'aula liturgica.
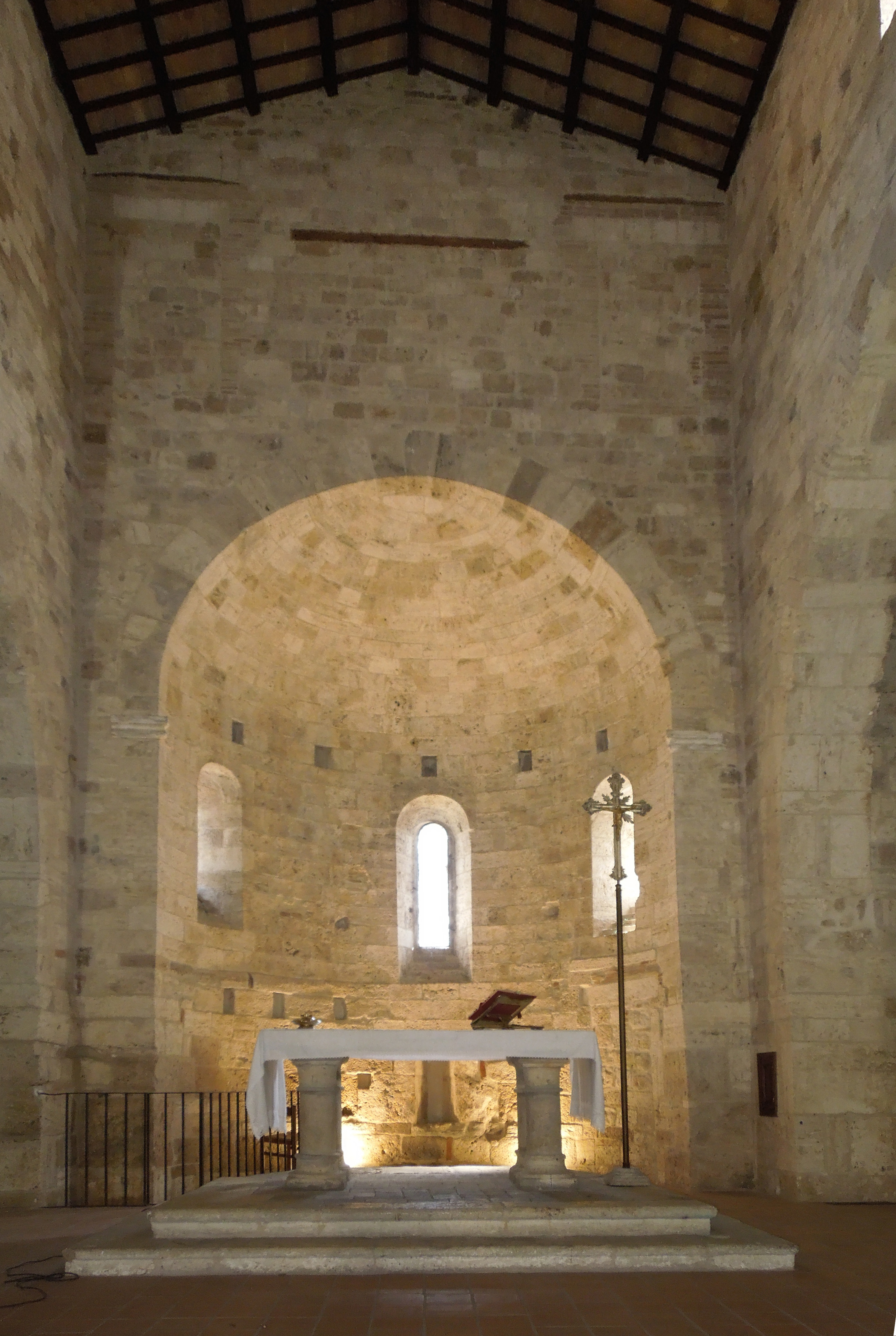
Presbiterio a pianta semicircolare.

### La facciata ed i fianchi
Le linee architettoniche del prospetto principale spiccano per l'originalità nel loro schema compositivo, riccamente intessuto, che propone un originale ornamento.

Antonio De Santis riporta quanto scritto da Grifoni per questa facciata nel suo testo:
(E. Grifoni)
La facciata, di forma rettangolare, rimasta incompleta nella porzione superiore, è ripartita da un reticolo di 64 riquadri. Ognuno di essi è racchiuso da una lineare cornice a rilievo che crea un motivo di intersezioni verticali ed orizzontali ripetuto su tutta la parete.

Il disegno della rete di linee decorative poggia su un sottostante zoccolo che percorre alla base anche i fianchi della chiesa. La superficie interna di ogni riquadratura, nel XV secolo, conteneva pitture a tema religioso. De Santis specifica che si trattava di affreschi che illustravano la storia dei santi Vincenzo e Anastasio, mentre Secondo Balena ipotizza che le rappresentazioni fossero episodi tratti dal «Vecchio e del Nuovo Testamento, nonché di tradizione popolare», come una sorta di «Bibbia dei poveri» L'intero prospetto dipinto è stato paragonato ad un grandioso e complesso polittico ormai consunto e divenuto invisibile.
Ancora ai nostri giorni, deboli tracce della pittura permangono nei riquadri inferiori.
I fianchi delle navate minori mostrano una ripartitura a lesene e sono aperti da un portale gotico ciascuno.

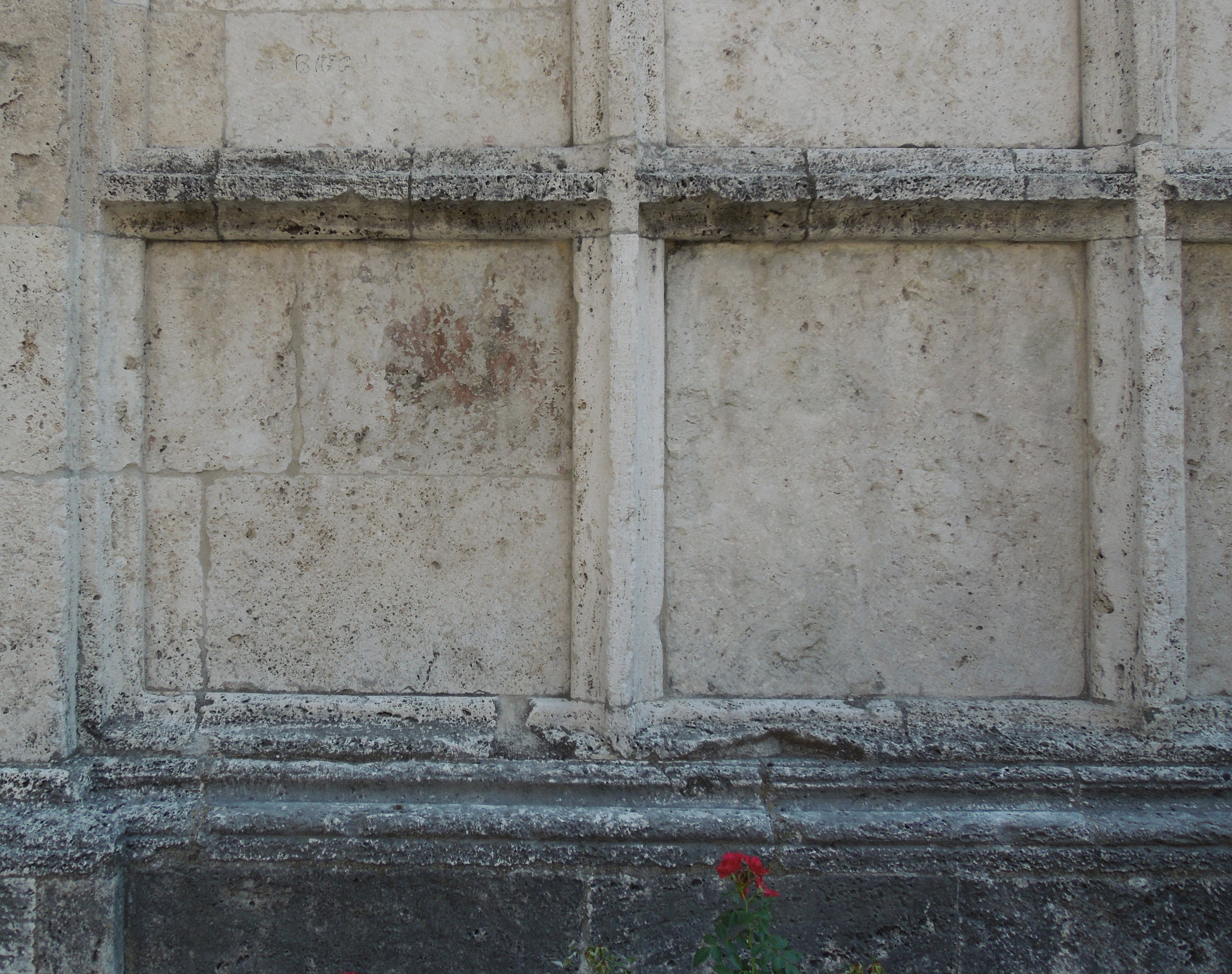
Tracce di affreschi, nel lacunare a sinistra dell'immagine.
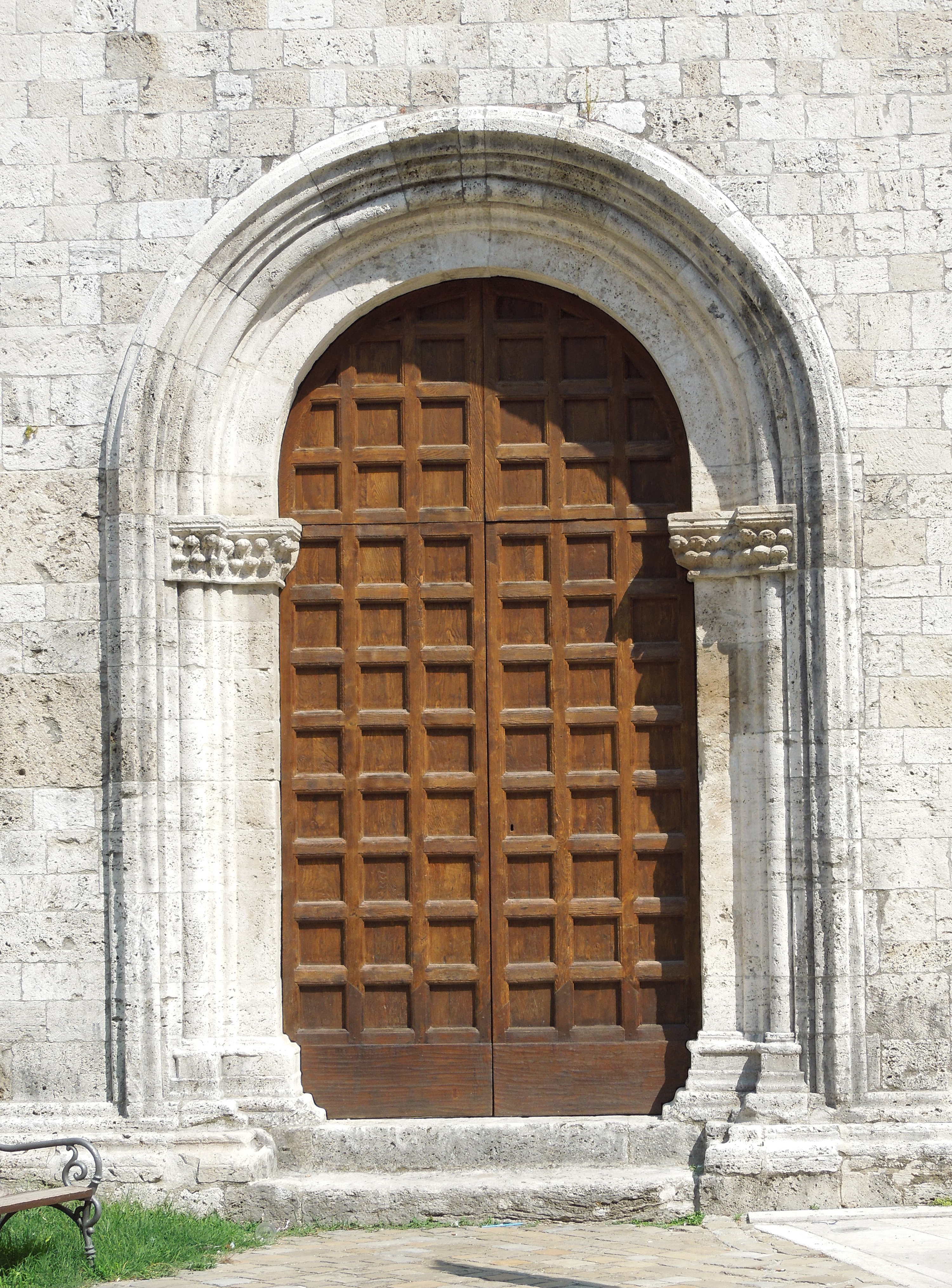
Portale del fianco destro.
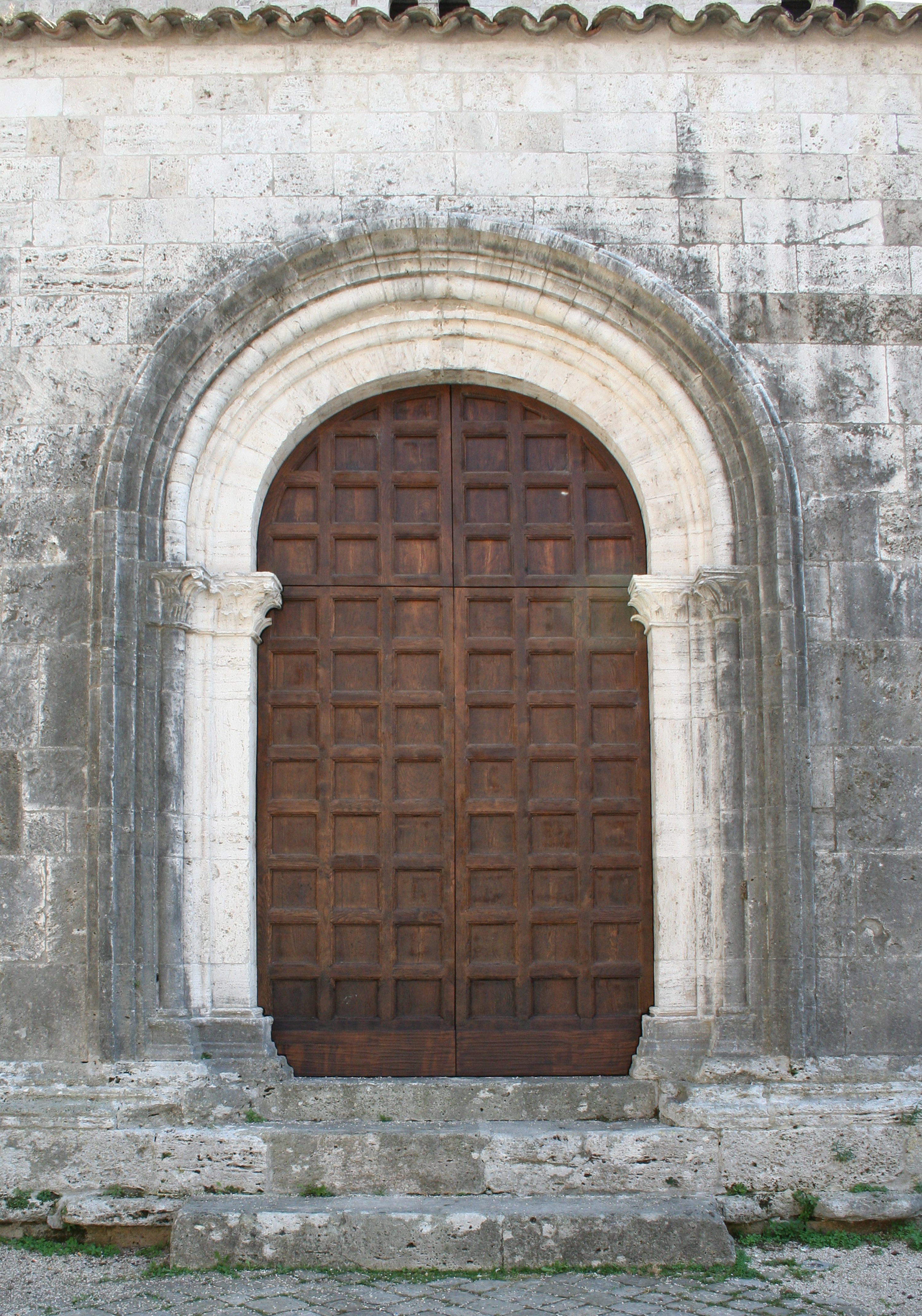
Portale del fianco sinistro.
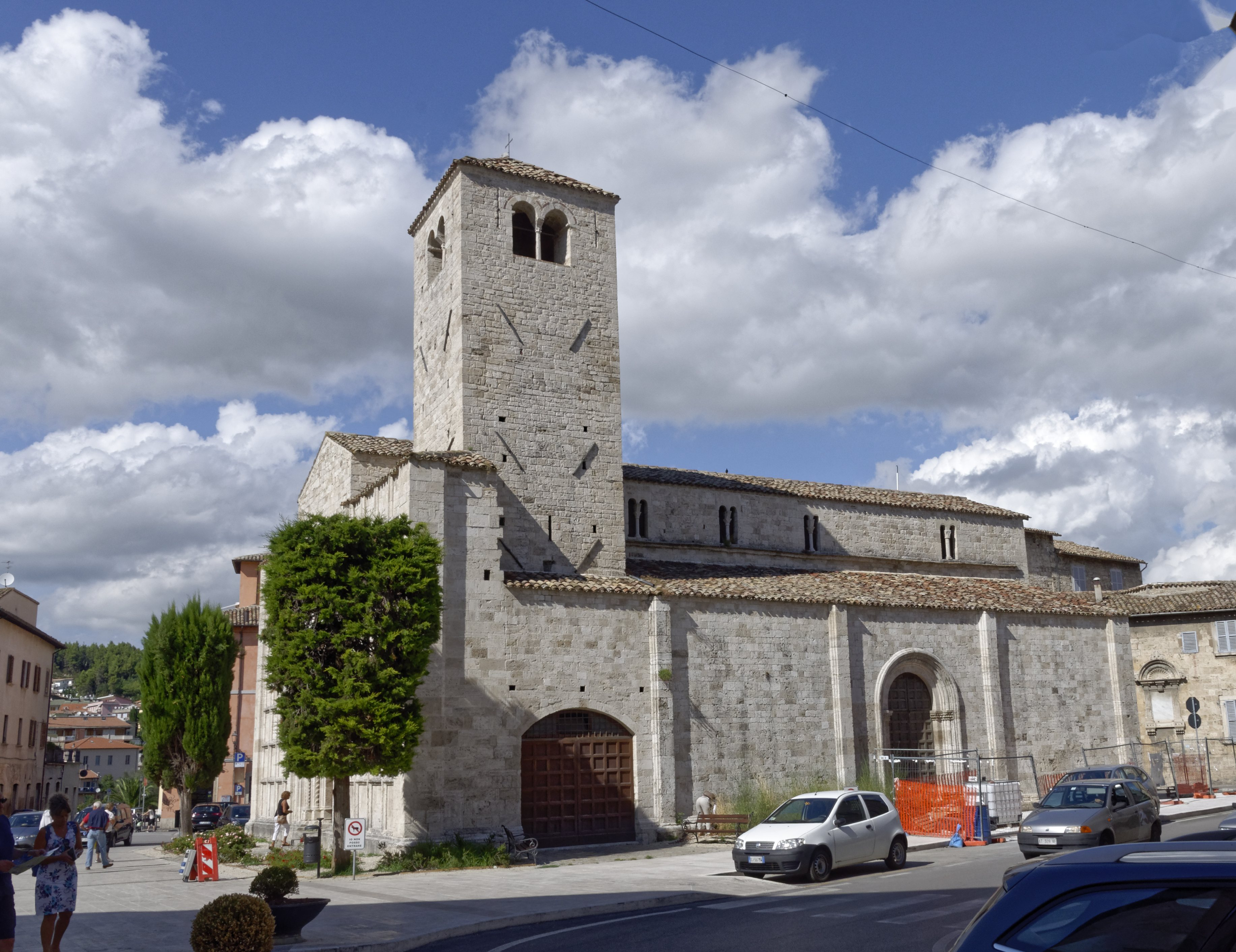
Fianco destro con il campanile.
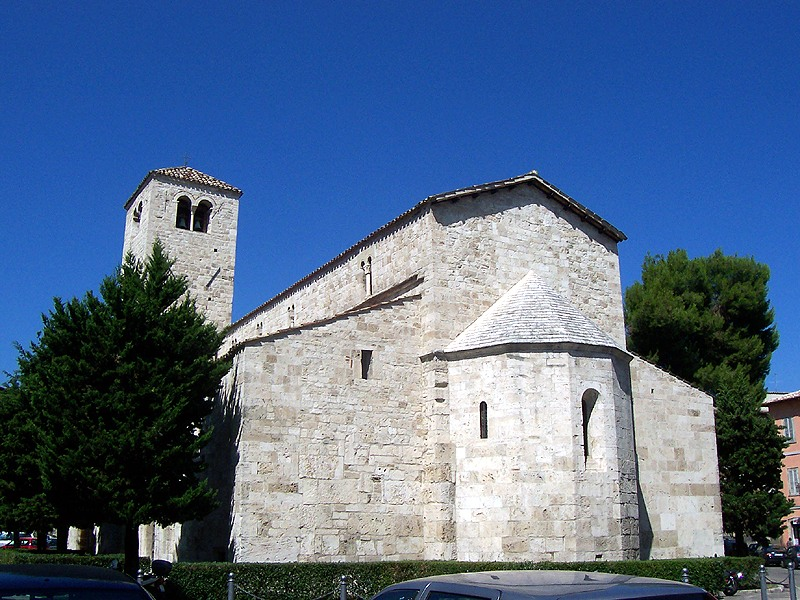
Abside poligonale.

### Il portale
Al centro del prospetto si apre il portale maggiore della chiesa, ornato da colonnine «con lavori in elice» che «sorreggono superiormente altrettanti costoloni archivoltati e concentrici». I capitelli, di gusto romano-corinzio, mostrano un'elegante lavorazione a «foglie d'acqua». Alla base dell'imposta dell'arco si trovano le sculture di due leoncini scolpite con «rara finezza». All'interno della lunetta vi sono le statue, scolpite ad altorilievo, della Madonna col Bambino affiancata dai santi Vincenzo e Anastasio, eseguite da un ignoto lapicida.
La diversa interpretazione della data scolpita nell'epigrafe dell'archivolto di questo portale, interpretata sia come 1036 e sia come 1306, ha determinato anche la diversa descrizione della storia architettonica dell'opera.
Procedendo cronologicamente, gli autori che riportano la data 1036 ascrivono all'XI secolo l'epoca di realizzazione del gruppo scultoreo e del portale costituito dagli stipiti e dalla lunetta. Giambattista Carducci riferisce come le statue abbiano stile e similitudini con altre statue ascolane e scrive: «Notevolissima ed anzi rara cosa mi sembrano le figure sculte sul marmo in altorilievo, che stanno dentro la lunetta nell’alto della porta, effigie dei due Santi titolari della chiesa, posti a destra ed a sinistra della Madonna col Bambino nel grembo. Fu peccato veramente che agli storici della scultura rimanesse ignoto questo lavoro del XI secolo, per niun conto riferibile all’epoca della costruzione della facciata. Tornato utile sarebbe loro stato il sapervelo, perché statue di svelta al giusto proporzione, di un posare convenientissimo e non senza tal garbo, con teste modellate comeché rozze assai sui rapporti del vero, con vestimenta in qualche modo intese, sono qualità, impossibili qui a disconoscersi, e singolari troppo in tanta tenebre di età . Ed è da avvertire che altre consimili per Ascoli ne vedremo, per cui s’arguisce che ve ne fosse una scuola, della quale non tutti i paesi possono avere un simil vanto.»
Definisce lo stile «rimarchevole» che «non sa nè di antico, nè della così detta Greca maniera; ma rassembra un'alba, un oscuro presentimento dell'eleganza piena di dignità e di sentimento, che rese insigne il XIV secolo». Giuseppe Fabiani adduce che nei secoli bassi, nella città di Ascoli, era attiva una scuola di scultura con maestranze specializzate nella lavorazione e nel taglio del travertino cui appartenevano i «magistri de preta» che, negli Statuti ascolani del 1377, formavano una corporazione a parte insieme ai maestri del legno.

Secondo Cesare Mariotti l'antichità della datazione 1036 rivela che la composizione delle sculture e le modanature dell'intradosso dell'arco hanno avuto una loro primitiva collocazione nella facciata più antica e sono state trasposte e reimpiegate a decorazione del nuovo prospetto trecentesco. Enrico Cesari si esprime così: «Il vecchio portale, amorosamente conservato, venne utilizzato nella nuova facciata ed arricchito di nuove decorazioni, specialmente dell'archetto esterno, con fregio e meandri e fogliami di laboriosa fattura. Per la facciata venne adottato il partito a quadrati uguali, ripartiti entro lesene.»  Considera che del «portale maggiore, specialmente della parte interna di esso la lunetta e con le rozze statue primitive». sia la parte reimpiegata nella facciata trecentesca. Precisa «che la porta del 1036 è certo posteriore alla primitiva chiesetta» e questa considerazione la deduce dall'osservazione della lavorazione del travertino utilizzato per realizzarla confrontandolo con quello impiegato nella navata centrale lavorato con «scarsa maestria». Definisce la costruzione non «isodoma», costituita da «materiale rozzamente lavorato con corsi orizzontali non sempre perfettamente tenuti e spesso livellati con frammenti di mattoni». Rileva che anche le piccole bifore sono architravate con semplici pietre ed incavate per ottenere gli archetti, «come si usava nell'epoca della massima decadenza». Al contrario di quanto descritto gli stipiti della porta mostrano una «lavorazione perfetta», buone connessure ed un archivolto di cunei tagliati secondo la direzione dei raggi.
Gli storici che adottano la data 1306, definiscono il gruppo scultoreo trecentesco come l'intero portale e la sua lavorazione. Antonio Salvi esprime qualche dubbio poiché rintraccia nello stile dell'opera «ancora connotazioni morfologiche romaniche» e «quindi la data 1306 sarebbe troppo bassa», ma «per certo virtuosismo di taluni moduli decorativi, per il modellato delle sculture, il portale dovrebbe collocarsi chiaramente agli inizi del Trecento»

### Il campanile
Le caratteristiche stilistiche riconducibili al romanico locale che caratterizzano la torre campanaria come: le bifore ad arco a tutto sesto e la semplicità del volume, ascrivono la sua epoca di costruzione ad un'età compresa tra il X e l'XI secolo.
La sua elevazione è stata realizzata con blocchi squadrati di travertino. La base è composta da materiali romani di spoglio che costituirono il portico coperto, a pianta quadrangolare, utilizzato per alzare la torre. Alla sommità, su ogni lato, si aprono «finestre a tutto sesto», divise da colonnine con capitelli corinzi.

La torre campanaria, in origine, si elevava isolata, distinta e scollegata dal corpo di fabbrica della chiesa, all'esterno dell'angolo sud-ovest, allineata al muro esterno meridionale della costruzione più antica ed in posizione avanzata rispetto alla vecchia facciata. L'inclusione e l'accorpamento della torre nel perimetro della murazione del sacro edificio sono riconducibili alle opere di allargamento dell'aula liturgica avvenute nel XIV secolo.

Antonio De Santis la descrive come una torre gentilizia sfuggita al saccheggio di Federico II.

## La Cripta di San Silvestro
La cripta della chiesa ha caratteristiche di pregio e valore archeologico. È dedicata a san Silvestro papa e la sua costruzione risale al IV-VI secolo. La struttura muraria si compone di blocchi di travertino che, per la loro lavorazione «molto povera», non sono riconducibili ad opere di epoca romana, Come è già stato scritto, fu costruita dai cristiani per l'amministrazione del battesimo e si trova al di sotto della zona presbiteriale. Vi si accede attraverso due scale aperte all'interno dell'aula liturgica.
Lo spazio ipogeo, durante i lavori del 1897, si rivelò «leggermente prolungato verso nord durante uno dei rimaneggiamenti del fabbricato» rispetto alla consistenza originaria. Si compone di due ambienti contigui, di diverse dimensioni: una stanza più grande, originariamente di m. 12×4,80, ed un'altra più modesta che misura m. 2,80×2,30, entrambe racchiuse da una copertura a tetto spiovente che mostra la presenza di due finestre rimurate, dalle dimensioni di cm 60×60, destinate ad illuminare le stanze. Questo particolare induce a ritenere che, in epoca anteriore all'elevazione della chiesa dei Santi Vincenzo e Anastasio, la cripta sia stata un piccolo oratorio e luogo di ritrovo dei cristiani per le funzioni religiose. Secondo Balena lo considera un «primitivo piccolo edificio cui è legato il ricordo di avvenimenti sacri perduti nel tempo», «appena emergente dal suolo, forse internato tra gli orti». All'interno, lungo un muro longitudinale, si trova la vasca chiamata «Pozzo di San Silvestro», un tempo alimentata dall'acqua sorgiva ritenuta prodigiosa ed usata per guarire dalla lebbra nel XIV secolo e dalla rogna sul finire del XVI.  Si tratta di un piccolo bacino quadrato, scavato nella roccia, che misura cm 60×60 e profondo cm 80, munito di 4 scalini che ne consentono la fruibilità.
All'interno della cripta, un tempo decorata da affreschi, permangono dalle tracce ancora visibili di un ciclo pittorico trecentesco, eseguito da un autore ignoto ed ispirato alla «Leggenda di San Silvestro papa». Buona parte dei 14 riquadri dipinti sono stati rimossi, restaurati e conservati presso il Museo diocesano di Ascoli Piceno.